# Apotekarvillan

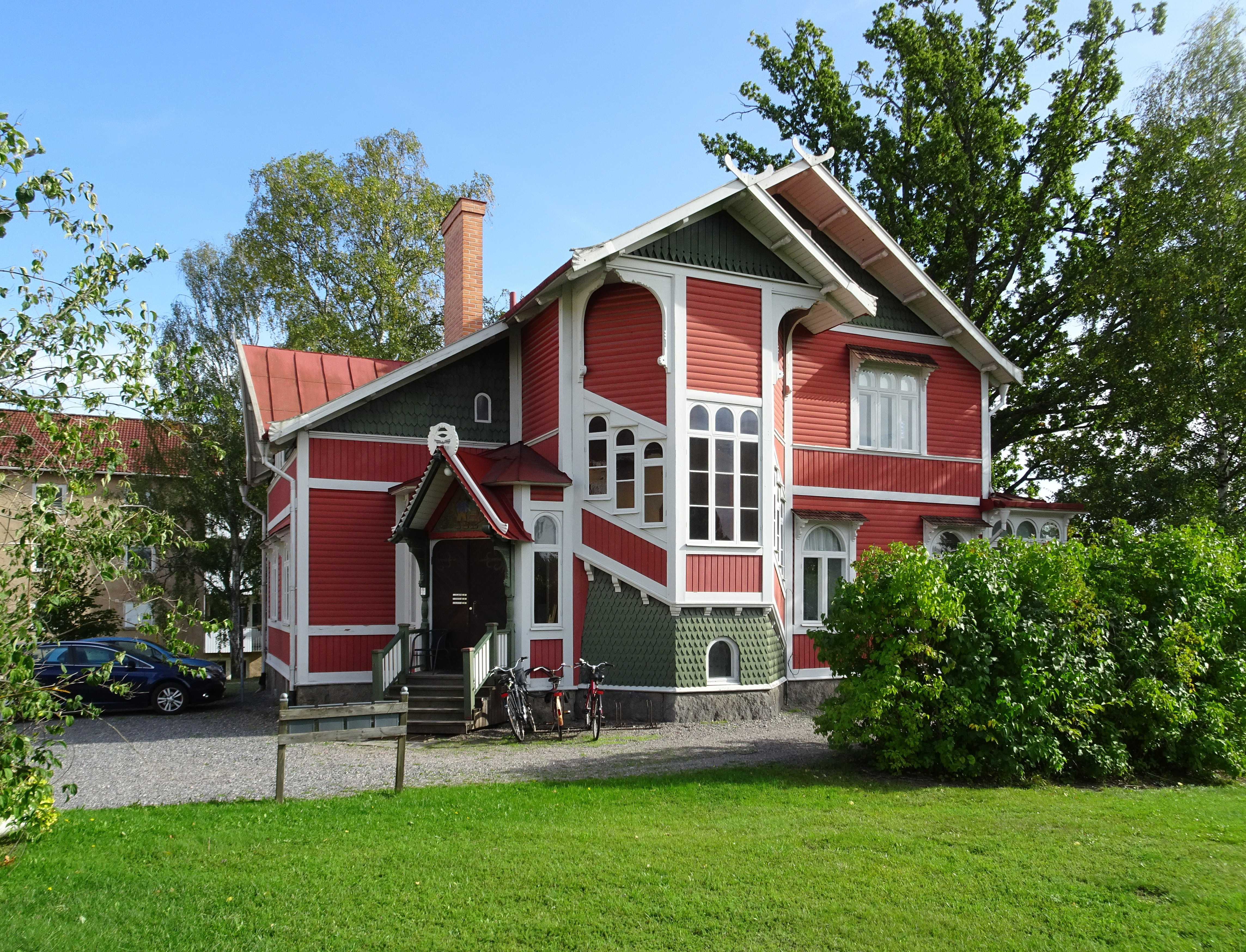
Apotekarvillan från nordväst, 2020.

Apotekarvillan är en kulturhistoriskt värdefull byggnad vid Storgatan 6 i Katrineholm i Katrineholms kommun. Villan uppfördes 1895 och gestaltades i nationalromantisk stil.

## Historik
Den så kallade Apotekarvillan uppfördes som privatbostad åt Karl Kullberg (1854–1949) och familj. Han var bror till Katrineholms framgångsrike affärsman, August Kullberg, och var delägare och anställd som kassadirektör i företaget Kullberg & Co. Anledningen till att huset kallas Apotekarvillan var att Karl Kullberg under några år drev ett apotek i Washington, USA. När hustrun Hulda avled 1889, återvände han till Sverige där han behövdes i broderns företag. Något apotek har dock aldrig funnits i villan.
Huset byggdes 1895 av Carl Fredriksons Träförädlings AB i Katrineholm som var svenska pionjärer på monteringsfärdiga hus. Apotekarvillan var ett sådant monteringsfärdigt hus som producerades i delar på fabriken och sedan sammansattes på platsen. Trähusen ritades av byggnadsingenjören och arkitekten N.J. Ackzell, som var en av Fredrikssons medarbetare. De flesta husen var rikt smyckade med lövsågerier (så kallad "snickarglädje") och kompletterade med fornnordiska detaljer som drakhuvuden, runor och andra utsmyckningar. Även Apotekarvillan gestaltade han i sådan stil. 
Den rödmålade trävillan med vita detaljer är uppförd i en våning med inredd vind. Exteriören präglas av branta gavelrösten, burspråk och ett utanpåliggande trapphus. Huvudentrén är från nordvästra hörnet. Gavelfältet över entréporten smyckas av ett par i folkdräkt omgiven av en runslinga. I dag (2020) ägs villan av Katrineholms Fastighets AB som hyr ut tre lägenheter i huset.

## Bilder

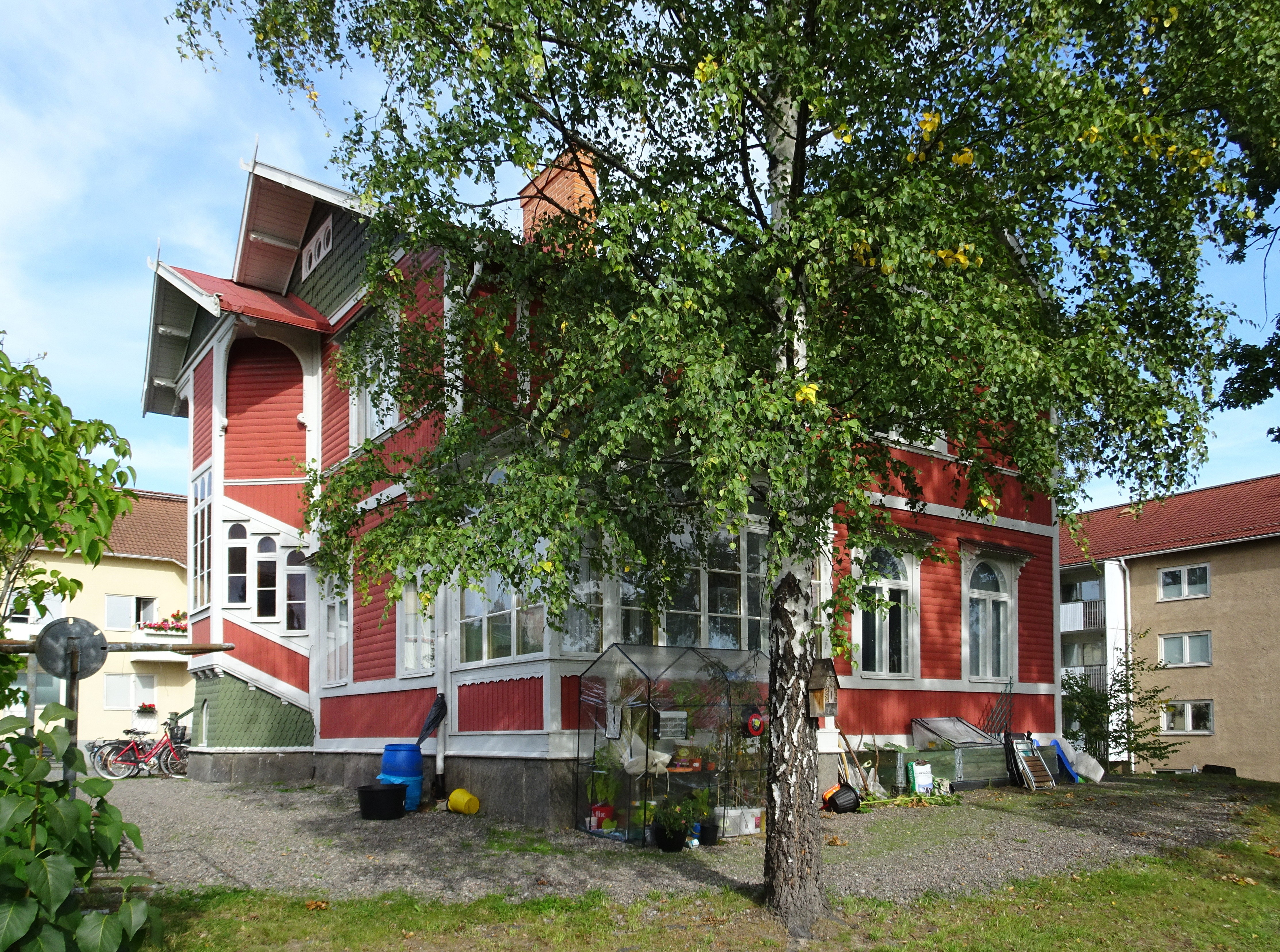
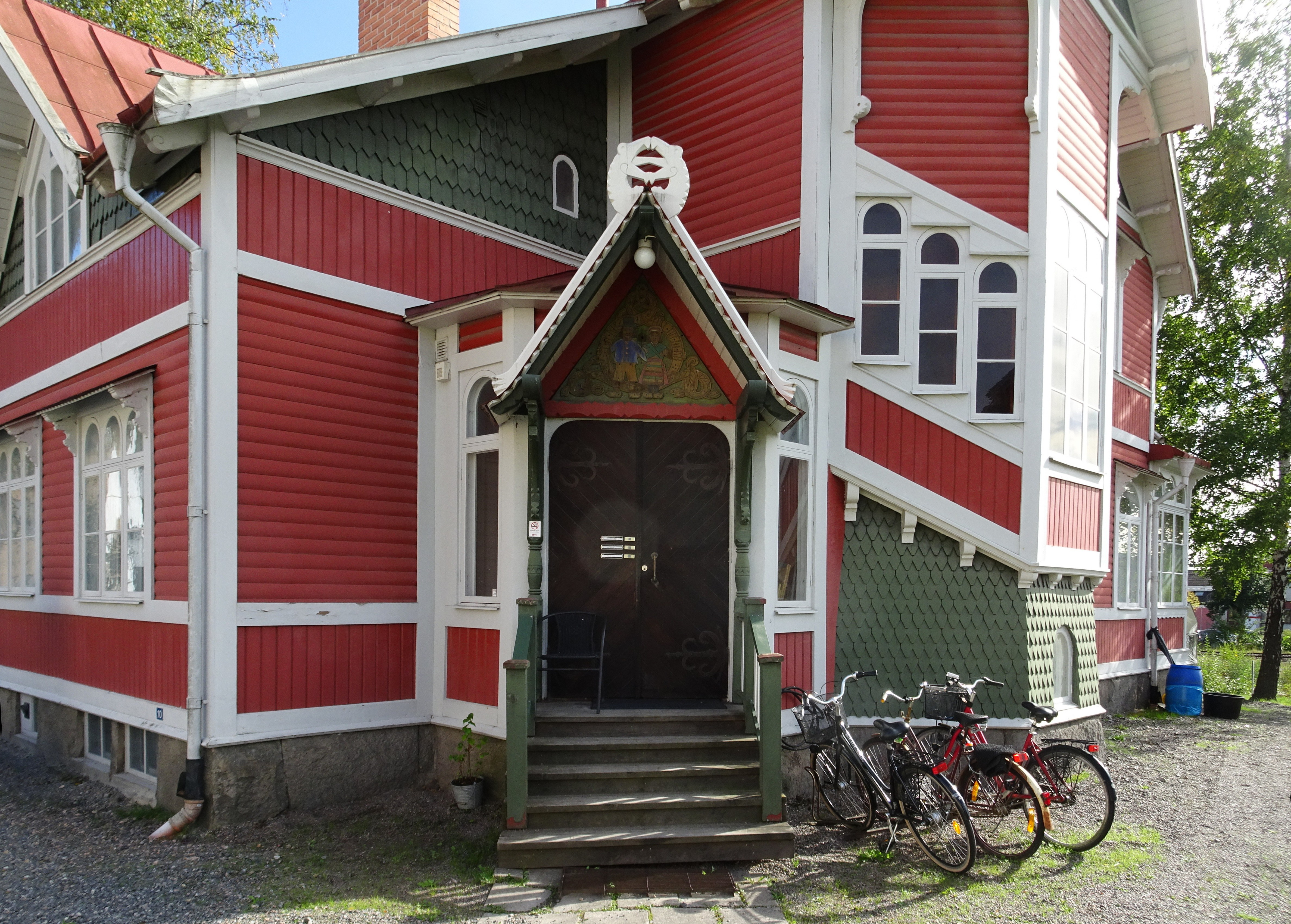
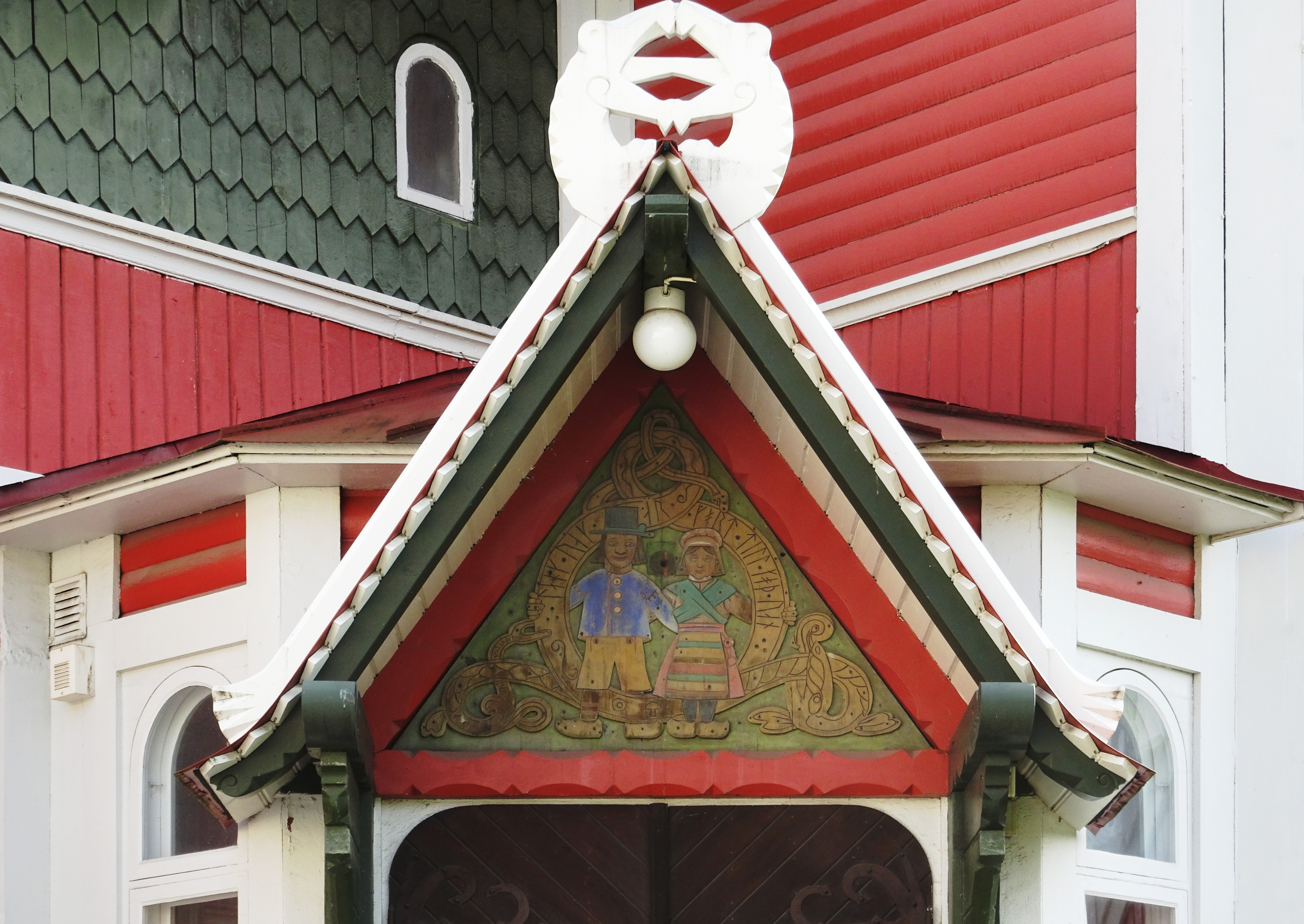
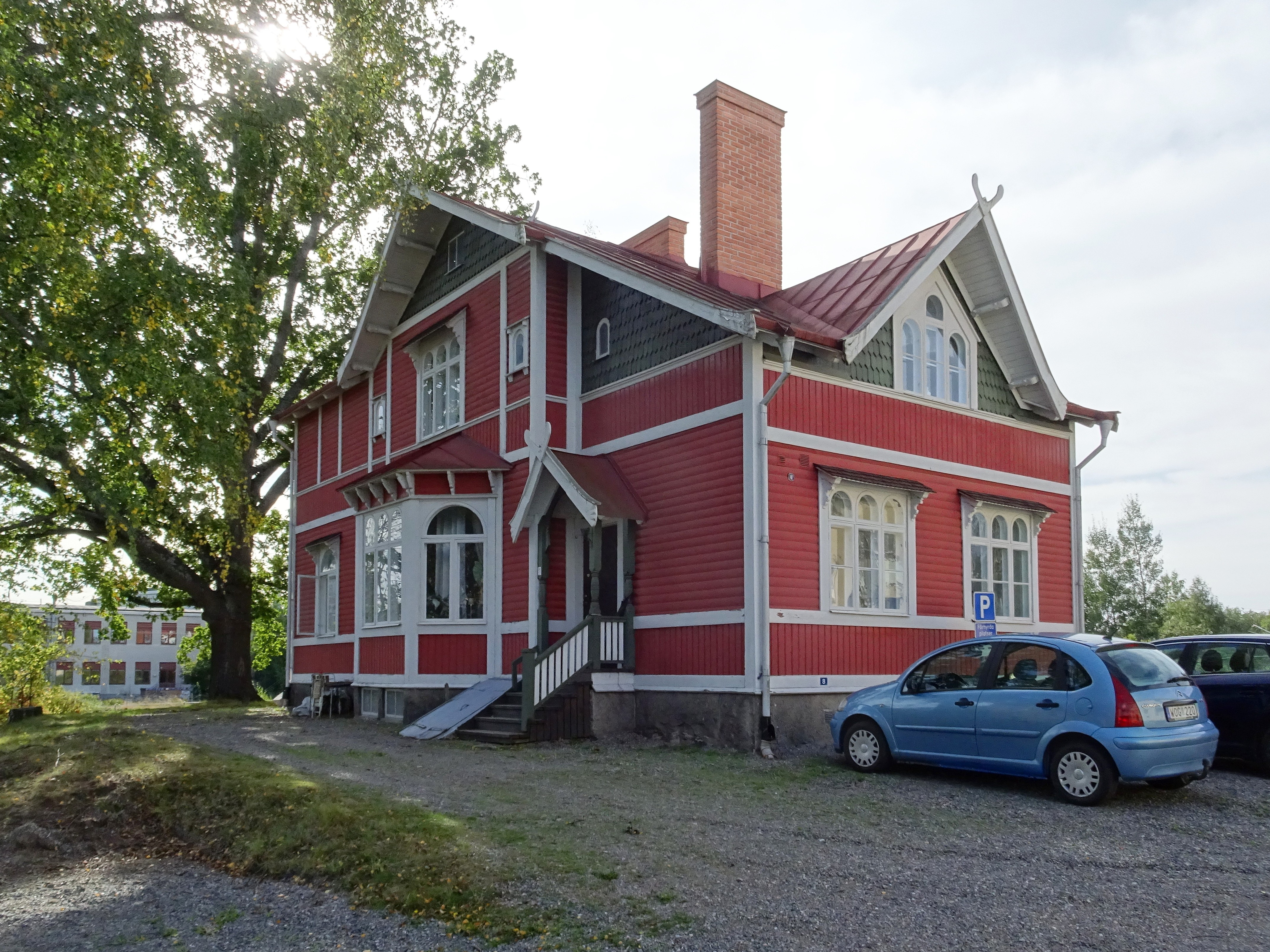